# Riga Cirkus
Riga Cirkus (lettisk: Rīgas cirks) er et cirkus beliggende i Riga. Cirkusbygningen blev bygget i 1888 og kan huse 1.030 gæster. 
Grunden hvor cirkusbygningen ligger blev købt i 1880 og der blev i de første år indtil bygningen blev rejst brugt et telt til cirkusforestillinger. Truppen optræder i bygningen om vinteren og om sommeren tager den på turne.